# شلفورد، اسکس
شلفورد (به انگلیسی: Shalford) یک روستا و محله مدنی در بریتانیا است که در Braintree واقع شده‌است.